# Gasdotto Sachalin-Chabarovsk-Vladivostok
Il gasdotto Sakhalin–Khabarovsk–Vladivostok è un gasdotto russo dall'isola di Sachalin alle regioni più popolate della Siberia Orientale (Chabarovsk e Territorio del Litorale). 
È anche destinato a diventare una parte della via di esportazione internazionale per il trasporto di gas russo ai Paesi dell'Asia orientale, come la Repubblica Popolare di Cina, Corea del Sud e Giappone.
Il gasdotto è di proprietà e gestito da Gazprom. La prima parte del gasdotto è stata inaugurata l'8 settembre 2011.